# Serac

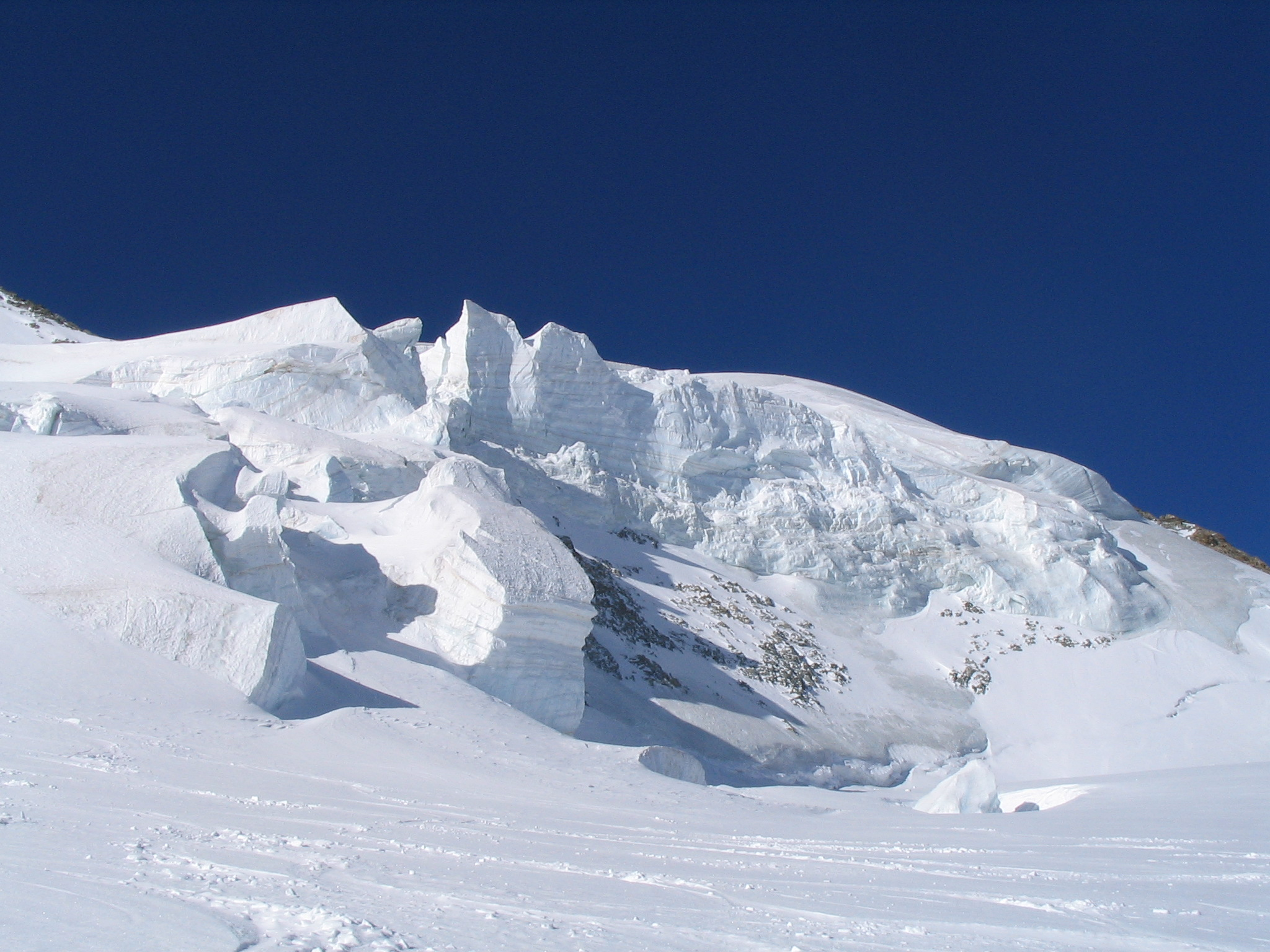
Seracs.

Un serac és un bloc de neu premsada procedent de l'acumulació de neu a les glaceres, al moment que es desprenen de la resta de la glacera i cauen per efecte de la gravetat.
Per extensió, són seracs aquelles masses gelades que sense haver trencat encara, ho faran així que l'avanç de la glacera les precipiti al buit. Per efecte de la plasticitat i cohesió interna de les masses de gel de les glaceres, els blocs quan es trenquen i cauen acostumen a tenir una mida important, ja que els blocs tindrien la mateixa alçada que la glacera (entre 5 i 50 metres) i la meitat de profunditat. Es formen i trenquen si el pendent està entre 20 graus i 45 graus, ja que per sota d'aquest valor mínim probablement el gel no es trencaria, sinó que la glacera lliscaria sencera, i per sobre del valor màxim la glacera es trenca tan bon punt perd sustentació o ja no s'arriba a formar. Naturalment aquests valors són variables en funció de l'orientació de la glacera, la morfologia del sòl, la temperatura ambient i la de la massa gelada, entre d'altres. La seva caiguda és tan destructiva que –de ser possible– s'ha d'evitar qualsevol activitat a les zones que poden abastar. És considerat un dels factors de risc en la pràctica de l'alpinisme.